# East Allington
East Allington est un village et une paroisse civile du Devon, situé dans l'Angleterre du Sud-Ouest. 